# パトリック・ブリストー
パトリック・ブリストー（Patrick Bristow、1962年9月26日 - ）は、アメリカ合衆国の俳優。カリフォルニア州出身。

## 出演作品
- CSI:科学捜査班
- スイート・ライフ（パトリック）